# Hiperakkumulátor növények
A hiperakkumulátor növények olyan növények, melyek képesek igen nagy koncentrációban fémeket tartalmazó talajon növekedni, gyökereiken keresztül a fémeket felszívni és szöveteikbe beépíteni. A fémek olyan koncentrációban vannak jelen a növény szöveteiben, ami más fajok számára már toxikus lenne. A nagy fémtartalmú talajhoz adaptálódott, de nem hiperakkumulátor fajokhoz képest a hiperakkumulátorok gyökérzete nagyobb arányban képes fémeket kivonni a talajból, gyorsabban juttatja el azokat a hajtásokhoz, és nagy mennyiséget képes tárolni a levelekben és gyökerekben. A hiperakkumulációra képes fajok és erre képtelen közeli rokonaik összehasonlításával megállapították, hogy a különbség a már létező gének különböző expressziójában és szabályozásában van. Több mint 500 zárvatermő fajnál azonosították a fémek hiperakkumulációjának képességét.
A hiperakkumulátorok gazdasági haszna fitoremediációs képességükben rejlik – szennyezett földterületek ökoszisztémájának kevésbé szennyezett állapotba való visszaállításában. A növények segítségével lehetséges a magas fémkoncentrációjú talajok bányászata (fitobányászat), a növények fémben gazdag talajra ültetésével, majd learatásával.
A növények számára a fémek felhalmazásának evolúciós előnye valószínűleg a növényevők elleni védekezésben rejlik.